# Sagān
Sagān (persiska: ساكان, سگان, Sākān, سَگان) är en ort i Iran.   Den ligger i provinsen Västazarbaijan, i den nordvästra delen av landet, 600 km väster om huvudstaden Teheran. Sagān ligger 1 915 meter över havet och antalet invånare är 182.
Terrängen runt Sagān är huvudsakligen kuperad, men norrut är den platt. Runt Sagān är det ganska tätbefolkat, med 185 invånare per kvadratkilometer. Närmaste större samhälle är Bachcheh Jīk, 1,3 km söder om Sagān. Trakten runt Sagān består i huvudsak av gräsmarker.